# Chimarra nonna
Chimarra nonna är en nattsländeart som beskrevs av Malicky 1993. Chimarra nonna ingår i släktet Chimarra och familjen stengömmenattsländor. Inga underarter finns listade i Catalogue of Life.